# Världsutställningen i Paris 1937

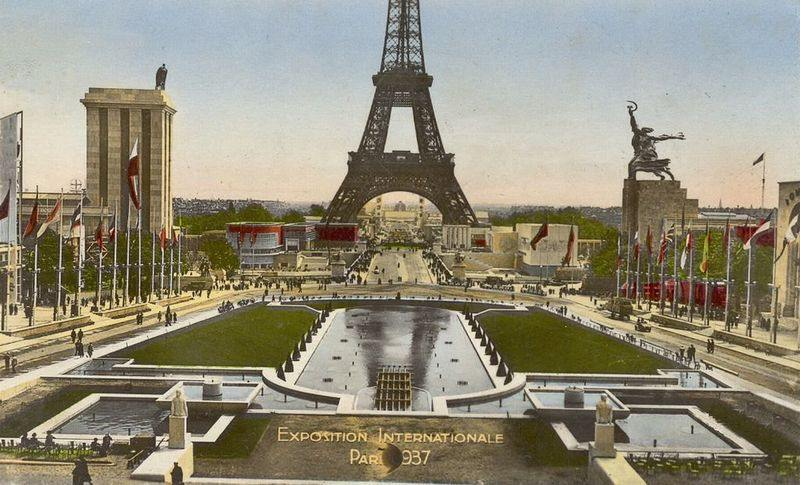
Utsikt över utställningsområdet från Chaillotpalatset, med Tysklands paviljong till vänster, Eiffeltornet i mitten och Sovjetunionens paviljong till höger.

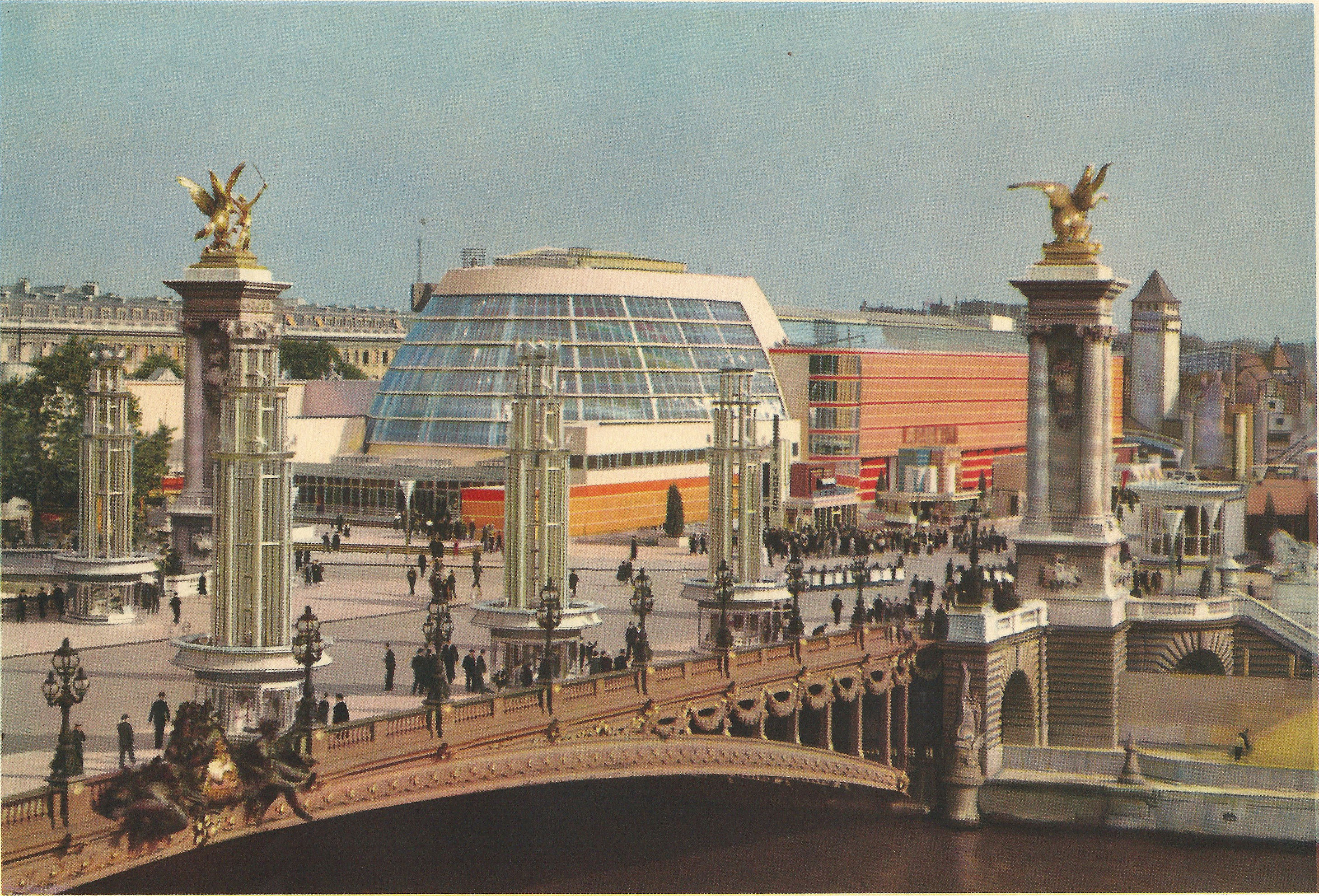
Palais de l'Air-20.

Världsutställningen i Paris 1937, på franska: Exposition Internationale des arts et techniques dans la vie moderne, var en världsutställning som ägde rum i Paris i Frankrike 1937. Utställningen bestod av internationella paviljonger, byggda längs Seine mellan Pont d'Jena och Marsfältet vid Eiffeltornet.
52 länder deltog, och utställningen hade över 31 miljoner besökare. Utställningen är mest känd för den symboliska konfrontationen mellan det nazistiska Tyskland och den kommunistiska Sovjetunionen. 
Den sovjetiska paviljongen kröntes av Vera Muchinas monumentalskulptur Arbetare och kolchoskvinna, medan Albert Speer prytt den tyska paviljongen med en örn och en svastika. Den spanska paviljongen fick stor uppmärksamhet eftersom utställningen ägde rum samtidigt som det spanska inbördeskriget. Paviljongen var uppsatt av republikanerna och visade Pablo Picassos berömda målning Guernica. Den svenska paviljongen ritades av Sven Ivar Lind.

## Bilder

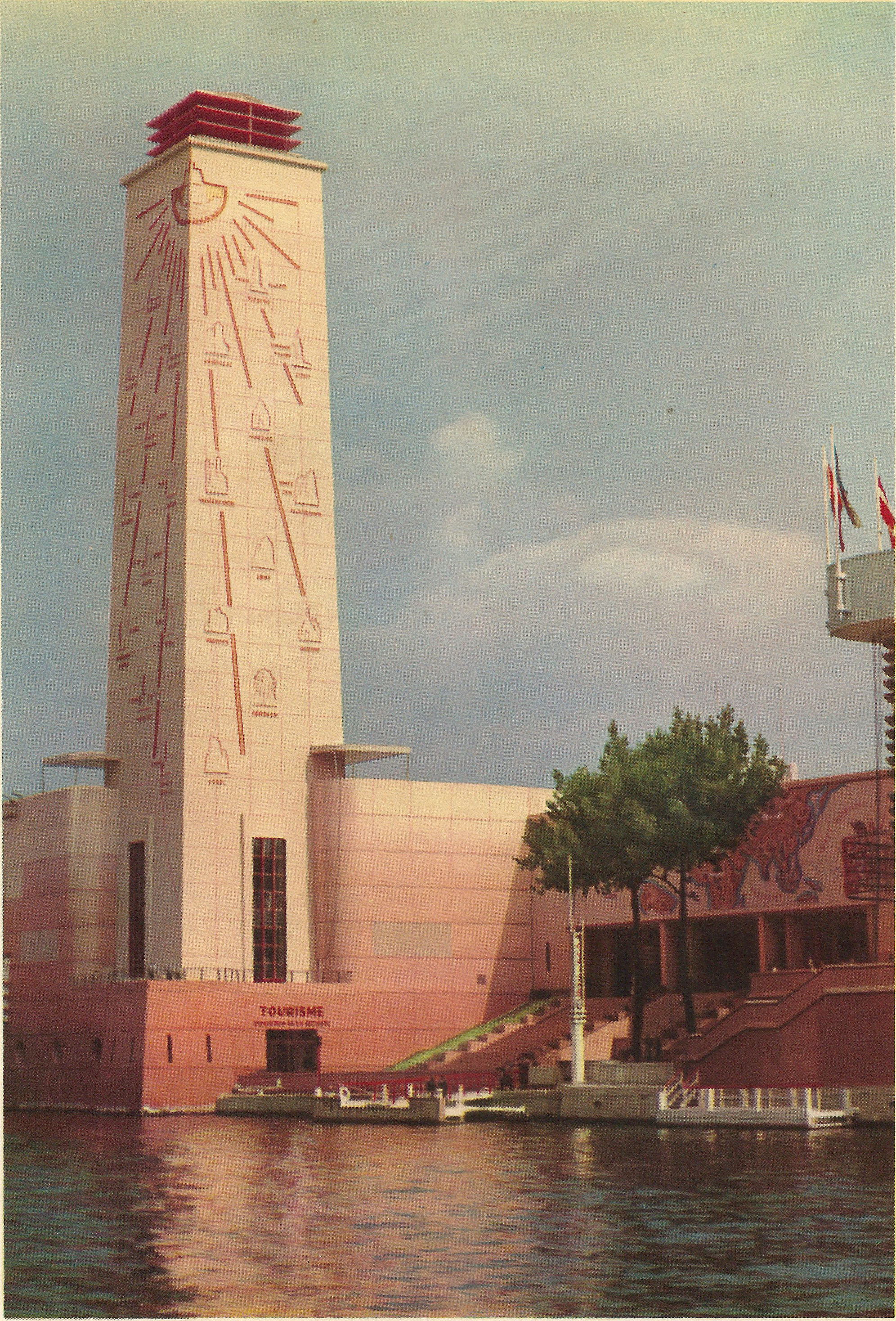
Turismpaviljong
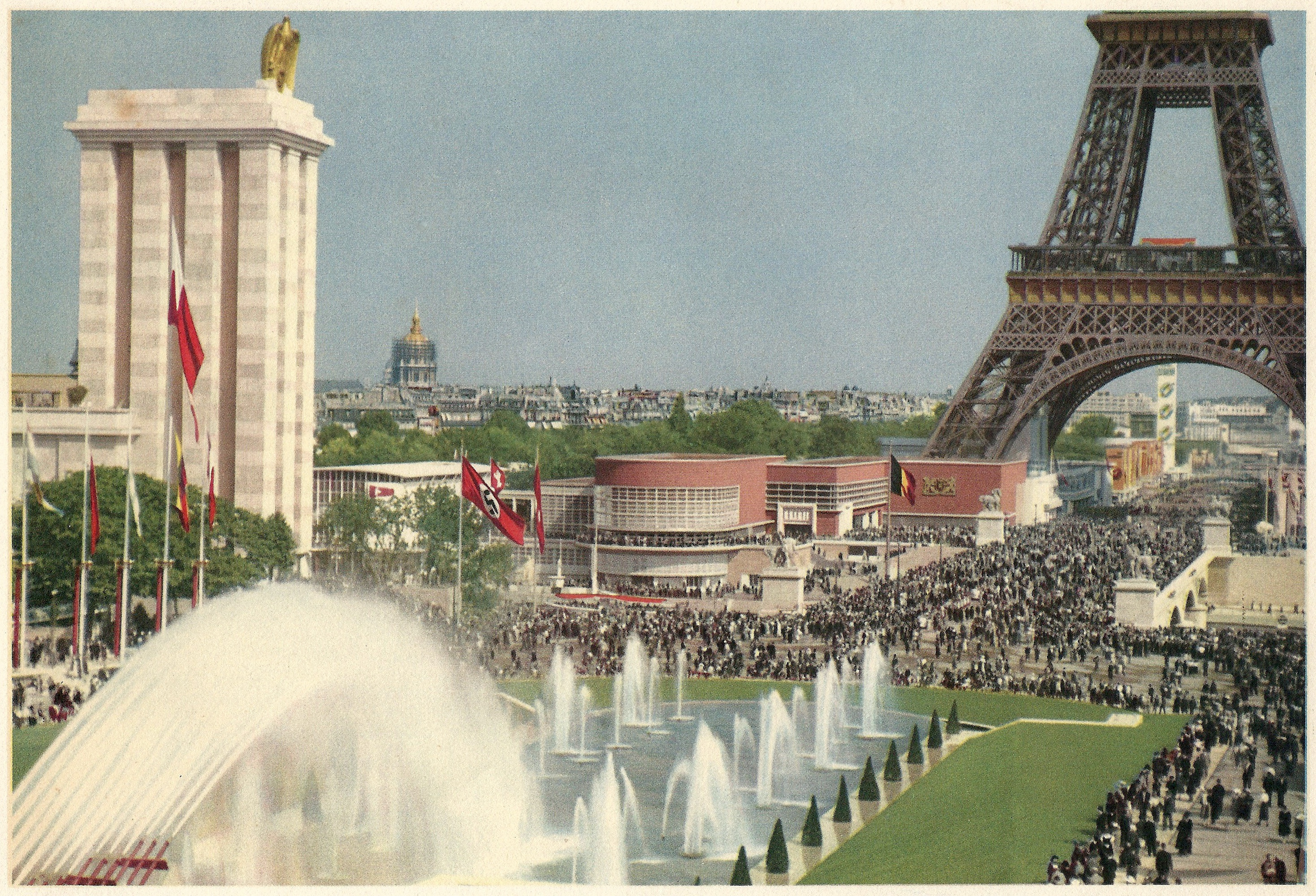
Trocadéro
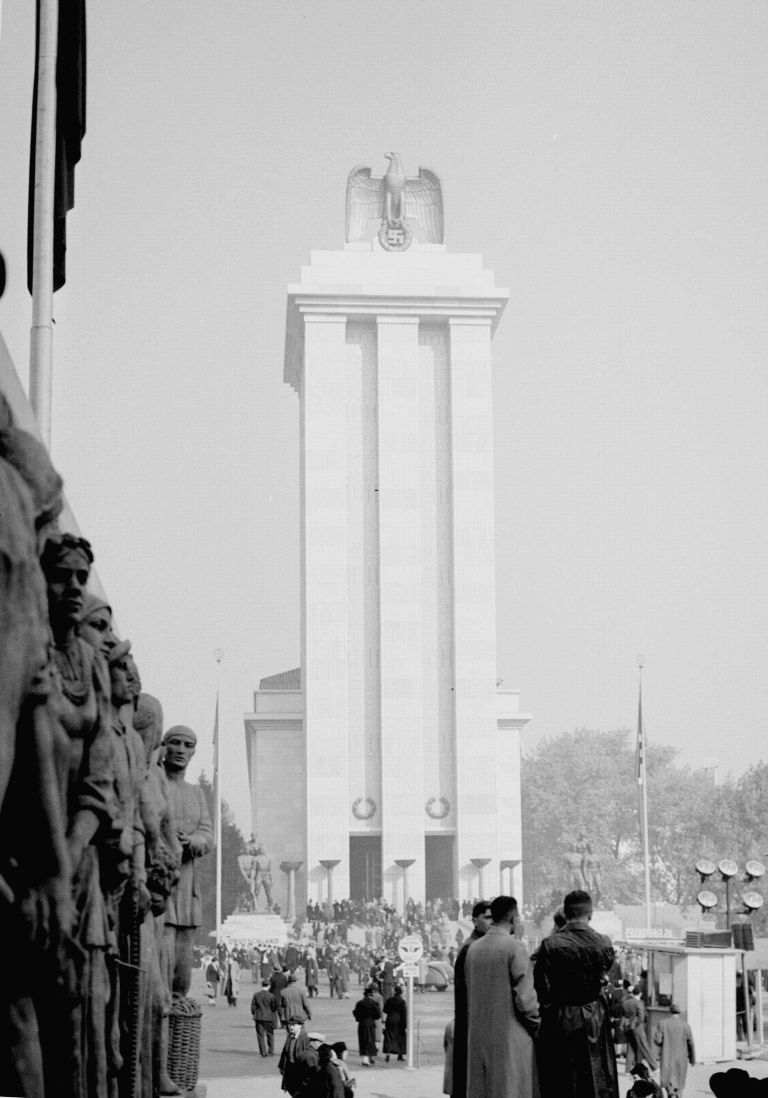
Tysklands paviljong av Albert Speer
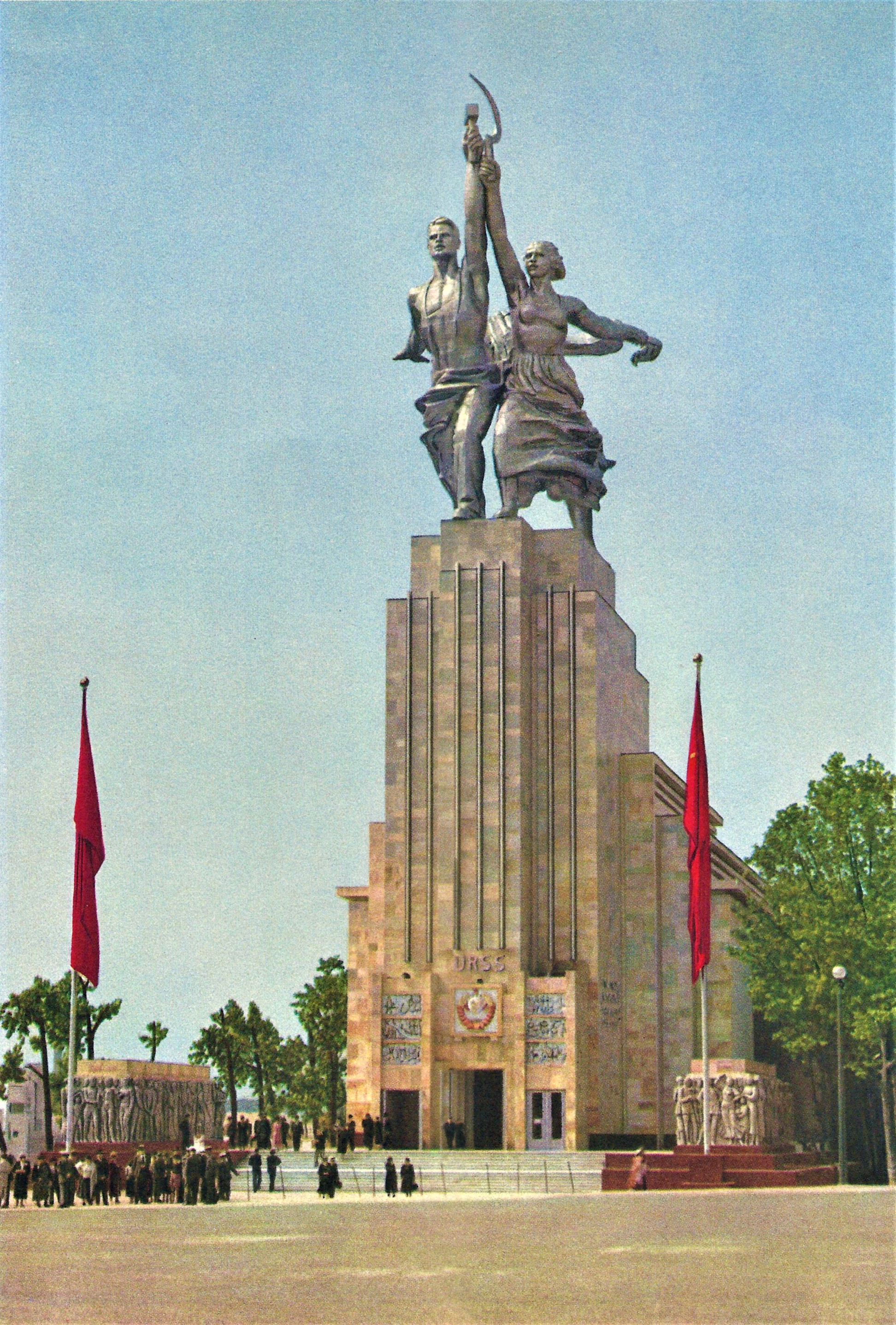
Sovjetunionens paviljong av Boris Iofan
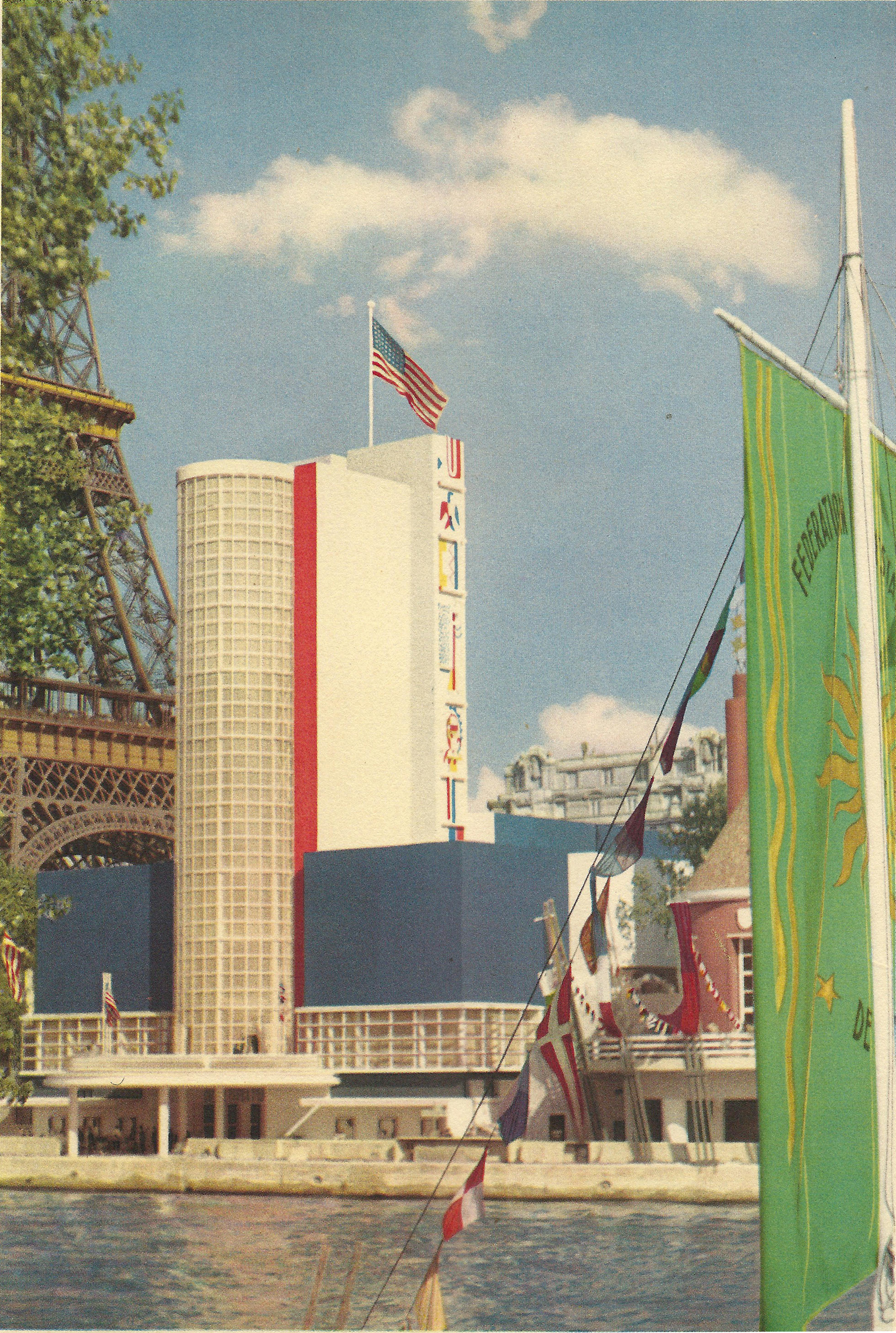
USA:s paviljong
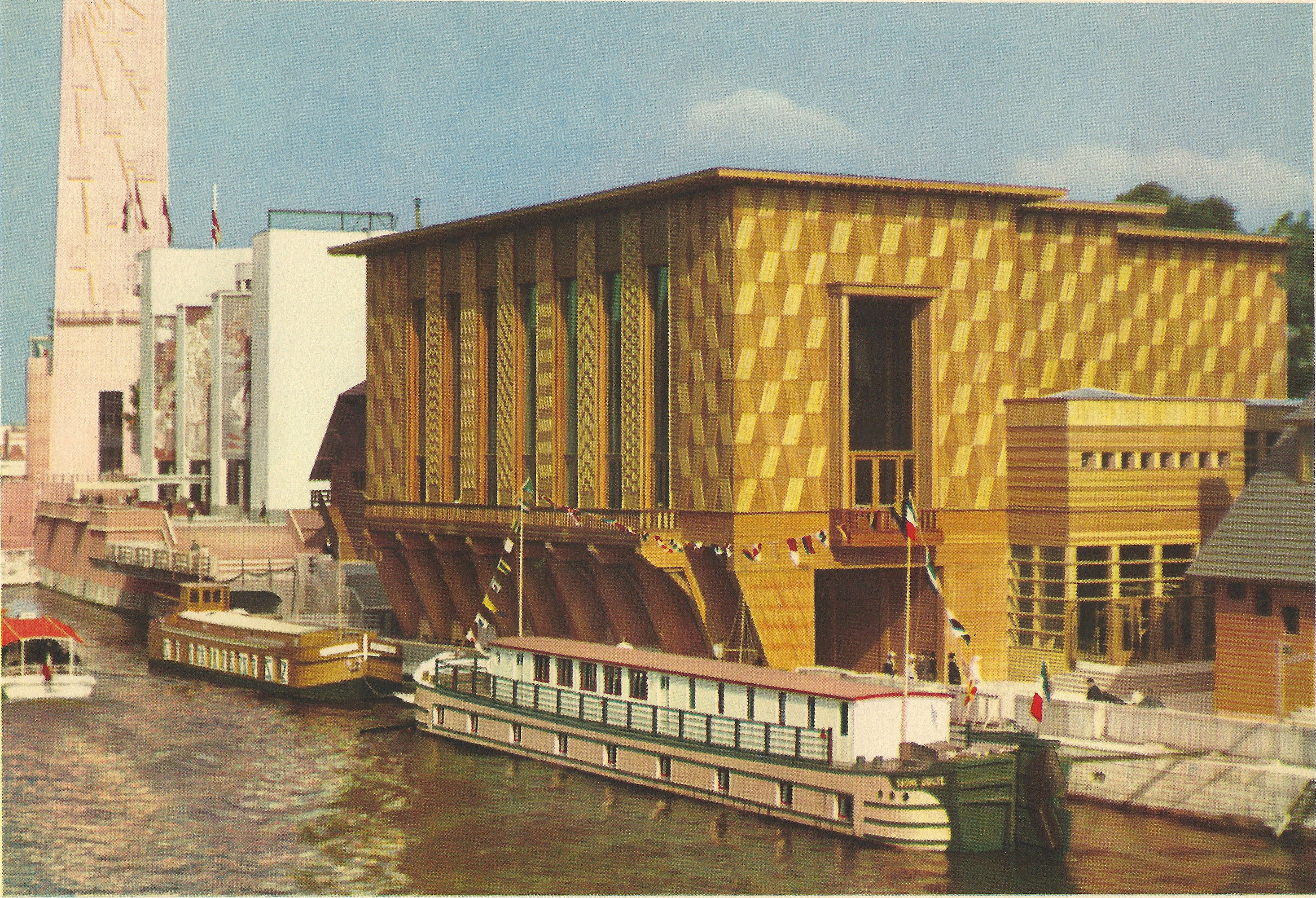
Paviljong i trä
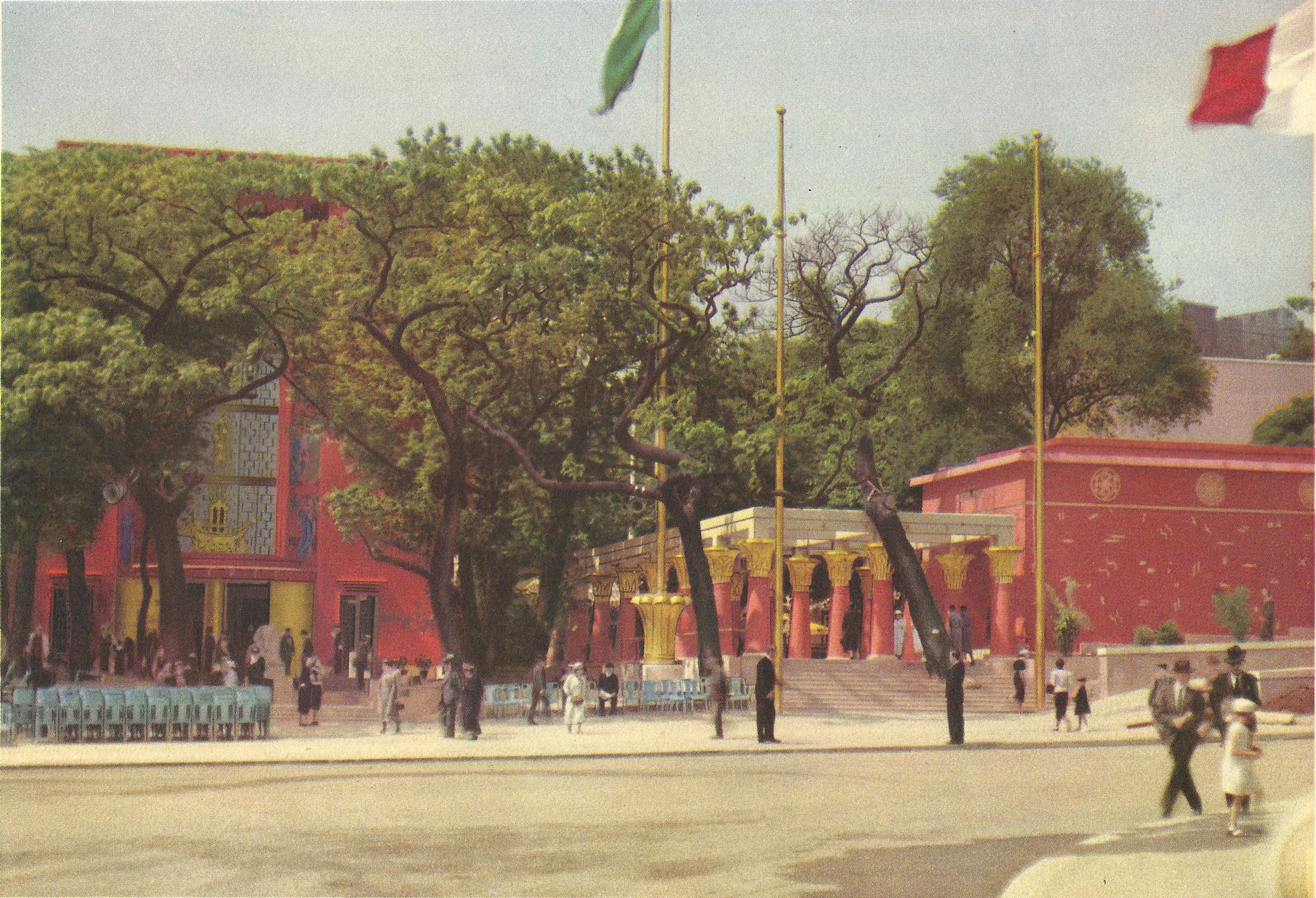
Egyptens paviljong
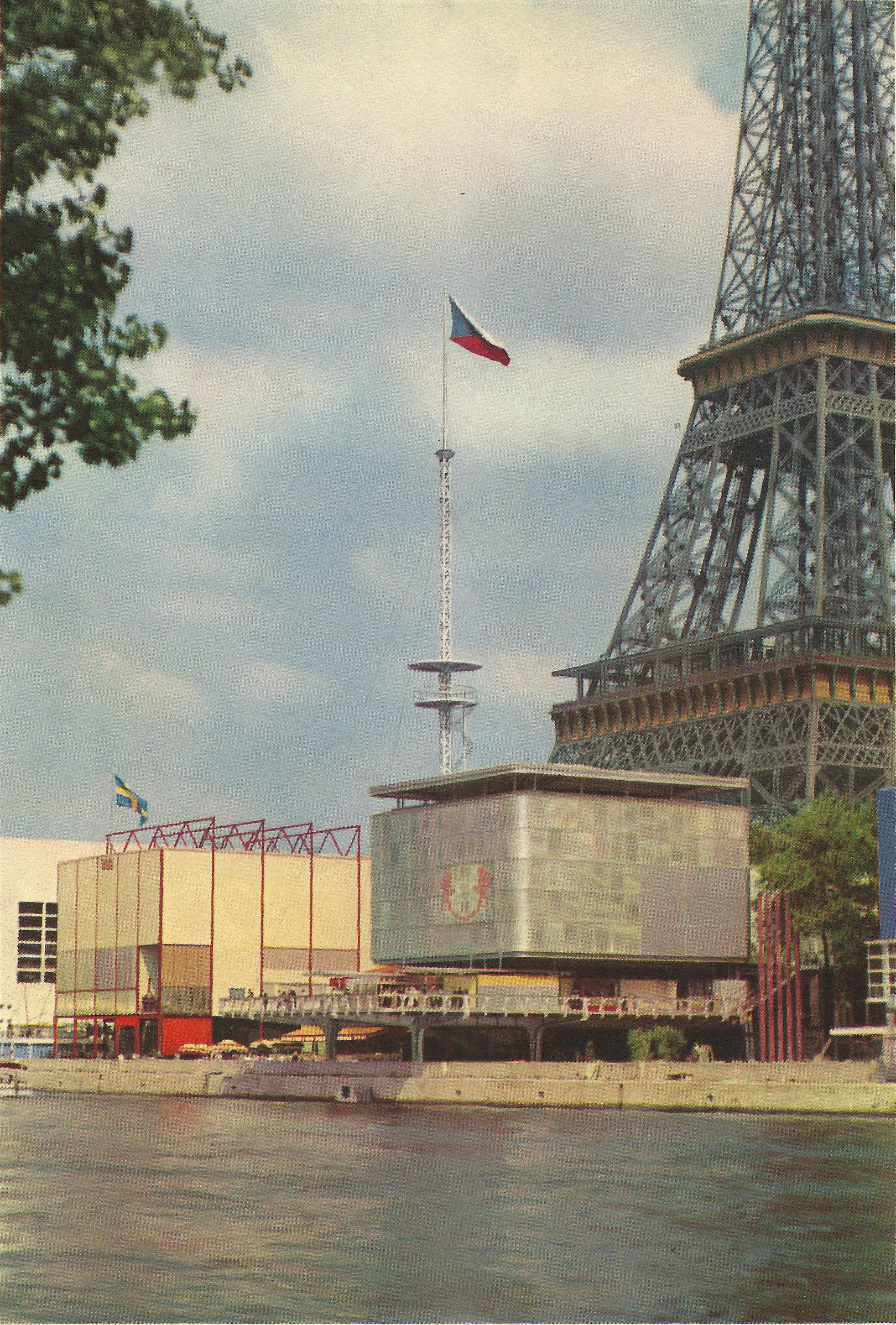
Sveriges och Tjeckoslovakiens paviljonger